# Etonogestrel-Implantat

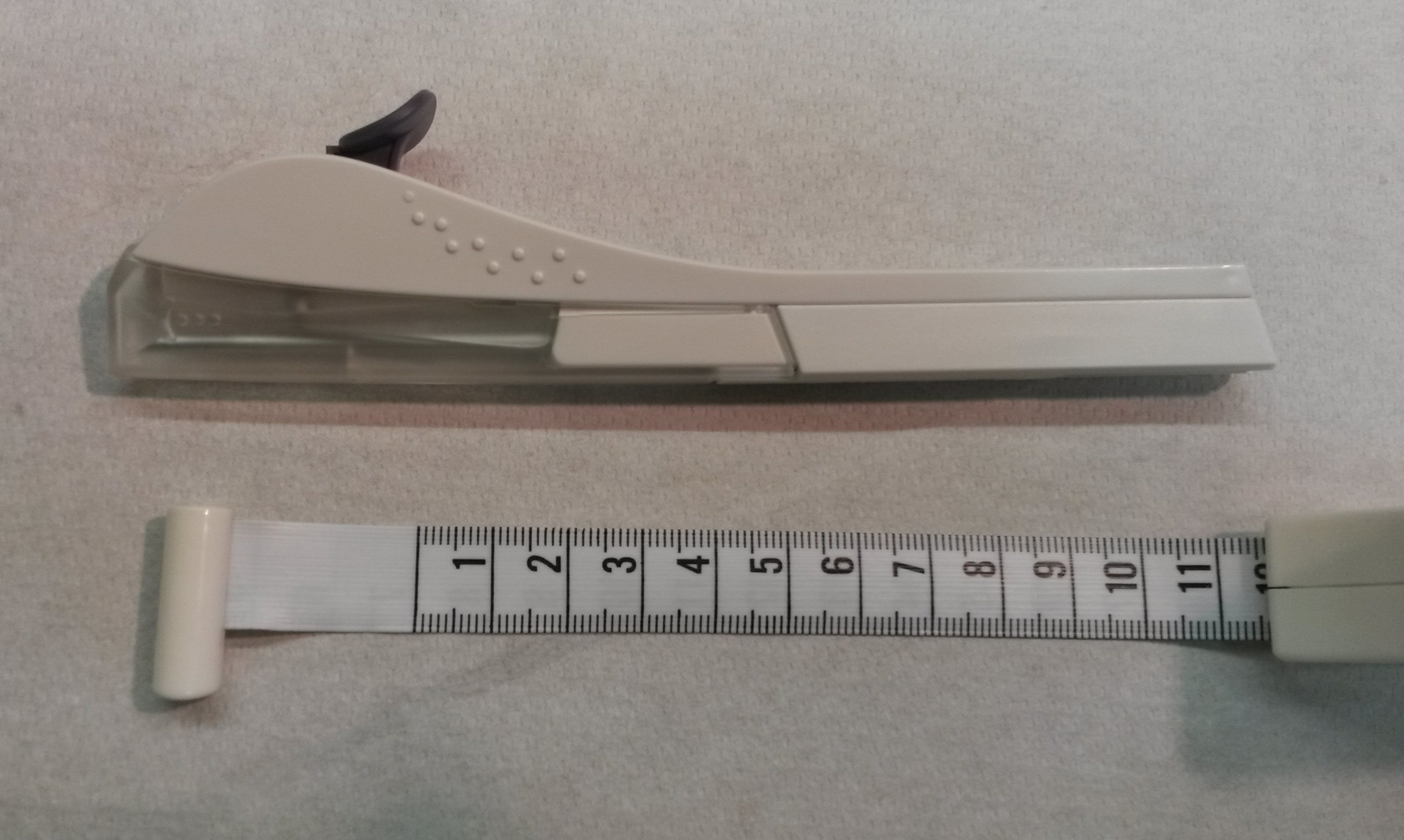
Implanon

Ein etonogestrelhaltiges Implantat ist ein hormonelles, implantiertes Verhütungsmittel für Frauen, welches seit dem 15. Juni 2000 in Deutschland zugelassen und erhältlich ist. Es wird unter dem Handelsnamen Implanon von der Firma Organon vertrieben.
Es handelt sich dabei um ein dünnes, biegsames Stäbchen aus Kunststoff, welches Etonogestrel, ein Geschlechtshormon aus der Gruppe der Gestagene enthält. Es wird unter der Haut des Oberarms angebracht. Dort gibt es das Hormon allmählich ab und erzielt den gleichen Effekt wie die Antibabypille. Es hemmt den Eisprung und führt zu Veränderungen des Schleims des Gebärmutterhalses, der Gebärmutterschleimhaut und des Eileiters. Dies verringert die Möglichkeit einer Schwangerschaft.
Das Einschieben des Stäbchens unter die Haut an der Innenseite des Oberarms erfolgt durch den Arzt unter örtlicher Betäubung. Zur Beendigung der Empfängnisverhütung wird es vom Arzt wieder entfernt.

## Wirkung
Der Pearl-Index liegt nach Herstellerangaben unter 0,1. Demzufolge handelt es sich um eines der sichersten Verhütungsmittel.
Das verwendete Hormon Etonogestrel und dessen Abgabemenge entsprechen der desogestrelhaltigen Minipille. Viele Ärzte raten dazu, vor der Einlage drei Monate lang eine Minipille mit dem Gestagen Desogestrel auszuprobieren, um zu prüfen, ob das Hormon vertragen wird.
Die Verhütungswirkung von Implanon ist abhängig vom Plasmaspiegel von Etonogestrel, welcher in umgekehrter Relation zum Körpergewicht steht und mit der Zeit absinkt. Die klinische Erfahrung mit Implanon bei Frauen mit einem Körpergewicht von über 80 kg ist beschränkt. Es kann nicht ausgeschlossen werden, dass der kontrazeptive Schutz während des dritten Anwendungsjahres bei diesen Frauen herabgesetzt ist. Eine weitere Voraussetzung für die Zuverlässigkeit ist die korrekte Einlage, die überprüft werden sollte.

## Wechselwirkungen
Es gibt Wechselwirkungen mit einigen Medikamenten wie zum Beispiel Breitbandantibiotika, Johanniskraut, Mittel gegen Tuberkulose, einigen Antiepilektika und einigen Psychopharmaka. Die Verhütung kann dann vermindert sein.

## Vorteile
Das Implantat kann auch von Frauen verwendet werden, die aus gesundheitlichen Gründen keine östrogenhaltigen Verhütungsmittel verwenden dürfen oder keine solchen Verhütungsmittel vertragen.

## Unerwünschte Wirkungen
Die unerwünschten Wirkungen dieser Hormonimplantate entsprechen etwa denen, die bei Einnahme einer Pille mit gleichem Wirkstoff auftreten. Sehr häufig sind Akne, Kopfschmerzen, Gewichtszunahme, Spannung und Schmerzen in den Brüsten, vaginale Infektionen, unregelmäßige Blutungen. Häufig sind Stimmungsschwankungen, depressive Verstimmungen, Nervosität, Verminderung des Geschlechtstriebes, Schwindel, Appetitverlust, Bauchschmerzen, Übelkeit, Blähungen, Haarausfall, schmerzhafte Monatsblutungen (Dysmenorrhoe), kleine
flüssigkeitsgefüllte Bläschen in den Eierstöcken (= Zysten), grippeartige Beschwerden, Hitzewallungen, Gewichtsabnahme, Schmerzen, Ermüdung und Reaktionen an der Implantationsstelle.
Selten wurde ein Blutdruckanstieg beobachtet. Während des Einsetzens oder Entfernens von Implanon können blaue Flecken und in seltenen Fällen Schmerzen, Jucken oder eine Infektion auftreten. An der Implantationsstelle kann sich eine Hülle aus Bindegewebe, eine Narbe oder ein Abszess bilden. Ein taubes Gefühl oder Empfinden von Taubheit (oder Gefühllosigkeit) kann auftreten. Wenn das Implantat nicht richtig eingelegt wurde, ist es möglich, dass dieses ausgestoßen wird. Gelegentlich kann ein Chloasma (hellgelbe bis dunkelbraune Schwangerschaftsflecken, vor allem im Gesicht) auftreten, speziell bei Frauen, bei denen dies bereits während einer früheren Schwangerschaft oder Hormonbehandlung der Fall war.
Wiederholt wurde über Probleme bei der Entfernung des Implantats berichtet.
Kontraindiziert ist die Verwendung bei aktiven thromboembolischen Erkrankungen, gestagenabhängigen Tumoren, Lebererkrankungen und bestehenden nicht abgeklärten vaginalen Blutungen.
Bei vielen Frauen führt die Behandlung zu irregulären Blutungen.

## Kosten und Kostenübernahme
Das Stäbchen kostet (inklusive Einlage) zwischen 300 und 350 Euro. Eine Kostenübernahme/-erstattung steht gesetzlich krankenversicherten Frauen in Deutschland nach § 24 SGB V bis zum vollendeten 22. Lebensjahr von der Krankenkasse und für sozialhilfeberechtigte Frauen nach § 49 SGB XII vom zuständigen Sozialhilfeträger zu. Sie wird jedoch nach dem GKV-Modernisierungsgesetz oft nicht mehr gewährt. In klinischen Studien konnte zwar gezeigt werden, dass Implanon auch gegen starke Regelschmerzen wirksam ist, das Präparat ist dafür aber nicht zugelassen. Eine Anwendung für solche Beschwerden stellt einen Off-Label-Use dar und schließt eine Kostenübernahme/-erstattung durch die Krankenkasse meist aus.

## Geschichte
Das Prinzip der Abgabe eines Hormons über Kunststoffstäbchen in der Haut ist schon lange bekannt. Seit Beginn der 1990er Jahre ist in vielen Ländern der Welt, unter anderem den USA, ein Produkt namens Norplant erhältlich. Es enthält ein anderes Hormon (Levonorgestrel), besteht aus sechs Silikonstäbchen und wirkt fünf Jahre lang empfängnisverhütend.
Kritiker dieser Verhütungsmethode bemängeln, dass sie in einigen Ländern zu bevölkerungspolitischen Zwecken propagiert werde; sie befürchten, dass auf bestimmte soziale Gruppen Druck ausgeübt werden könnte, das Implantat zu tragen.

## Schadensersatzprozesse
Im Jahr 2006 entschied der Bundesgerichtshof, dass ein Arzt für den Unterhaltsschaden seiner Patientin haftet, wenn ihm bei der Implanon-Anwendung ein Behandlungsfehler unterläuft und ein ungewolltes Kind zur Welt kommt.
Auch das Landgericht Köln hatte sich im Jahr 2009 mit einer Schadensersatzklage, die Implanon zum Inhalt hatte, auseinanderzusetzen. Das Gericht vermochte sich nicht von einem Behandlungsfehler des Arztes überzeugen: Es bestand eine typische Narbe am Arm der Klägerin, das Implanon war auch tastbar gewesen. Was später mit dem Stäbchen geschehen war – ob es sich noch im Körper befand oder nicht – war nicht aufzuklären.
Im Jahr 2012 befasste sich das Landgericht Heidelberg mit einer Klage einer Patientin: Bei der damals 15-Jährigen war die Einsetzung des Implanon fehlgeschlagen, sodass es in der Folge zu einer unerwünschten Schwangerschaft kam.

## Ungewollte Schwangerschaft trotz fachgerechter Implanon-Anwendung
Seit 2005 kursiert zudem in Fachkreisen die wohl noch nicht gänzlich bestätigte Information, dass es auch bei fachgerechter Anwendung von Implanon zu ungewollten Schwangerschaften kommen kann. Die schwierige Handhabe des Implanons ist auch dem Bundesinstitut für Arzneimittel und Medizinprodukte seit längerem bekannt. Inzwischen hat das BfArM die diesbezügliche Kritik in einem Verfahren nach Art. 29 der RL 2001/83/EG zum Ausdruck gebracht. Insbesondere wurde kritisiert, dass die Einlage des Präparats schwierig in der Handhabe sei, dass das Stäbchen von der Einsatzstelle „wegwandert“ bzw. dass teilweise Schwierigkeiten beim Entfernen (verbunden mit Narbenbildung) bei einigen Betroffenen aufgetreten seien. In Deutschland gibt es laut BfArM mittlerweile 101 Schwangerschaften, die im Zusammenhang mit der fehlerhaften Anwendung bzw. mit dem fehlerhaft wirkenden Implanon in Verbindung gebracht werden.